# (4933) Tylerlinder
(4933) Tylerlinder es un asteroide perteneciente al cinturón de asteroides, descubierto el 2 de marzo de 1984 por Henri Debehogne desde el Observatorio de La Silla, Chile.

## Designación y nombre
Designado provisionalmente como 1984 EN1. Fue nombrado Tylerlinder en honor al astrónomo Tyler Linder en el Instituto de Investigación Astronómica. También es cofundador de las observaciones de  objetos cercanos a la Tierra.

## Características orbitales
Tylerlinder está situado a una distancia media del Sol de 2,331 ua, pudiendo alejarse hasta 2,612 ua y acercarse hasta 2,051 ua. Su excentricidad es 0,120 y la inclinación orbital 1,864 grados. Emplea 1300 días en completar una órbita alrededor del Sol.

## Características físicas
La magnitud absoluta de Tylerlinder es 13,7. Tiene 5,277 km de diámetro y su albedo se estima en 0,252.